# تادئوس سوگینیان
تادئوس آندرئاسی سوگینیان (ارمنی: Թադեոս Անդրեասի Սոգինյան؛  نویسنده، شاعر ارمنی‌تبار و چهره شاخص جنبش روشنگری ارمنی‌های هند بود.

## زندگی‌نامه
وی با نام اصلی تر-تادئوس تر-آندرئاسیان سوگوینیانتس (ارمنی: Տեր-Թադեոս Տեր-Անդրեասյան Սոգինյանց) در سده ۱۸ام میلادی در نو جلفا به دنیا آمد . وی در سده ۱۹ام میلادی در چنای درگذشت.